# فراناشناخته
فراناشناخته (به انگلیسی:Superunknown) چهارمین آلبوم استودیویی گروه راک آمریکایی ساوندگاردن است که در ۸ مارس ۱۹۹۴ از طریق ای-اند-ام رکوردز منتشر شد. این دومین آلبوم گروه با نوازنده بیس بن شپرد است و مایکل بینهورن تهیه‌کننده جدید آن را در آن حضور دارد. ساوندگاردن کار بر روی این آلبوم را پس از برگزاری تور در حمایت از آلبوم قبلی خود، آغاز کرد.
فراناشناخته به سرعت به آلبوم موفق گروه تبدیل شد. این آلبوم در رتبه اول بیلبورد ۲۰۰ قرار گرفت و در هفته افتتاحیه ۳۱۰۰۰۰ نسخه فروخت. این آلبوم همچنین در چارت استرالیا، کانادا و نیوزلند در صدر قرار گرفت. پنج تک آهنگ از این آلبوم منتشر شد: «روزی که سعی کردم زندگی کنم»، «موج من»، «روزهای سیاه افتاد»، «قاشقچی» و «خورشید سیاه چاله» که دو تای آخری برنده جوایز گرمی شدند. در سال ۱۹۹۵، این آلبوم نامزد جایزه گرمی برای بهترین آلبوم راک شد. این آلبوم شش بار توسط RIAA در ایالات متحده گواهی پلاتین دریافت کرده‌است. فراناشناخته توسط چندین نشریه به‌عنوان یکی از بهترین آلبوم‌های دهه ۱۹۹۰ و یک آلبوم اساسی گرانج فهرست شده‌است. در آوریل ۲۰۱۹، در فهرست «۵۰ آلبوم برتر گرانج» رولینگ استون ' رتبه ۹ قرار گرفت.